# Pratyekabuddha
En pratyekabuddha är inom buddhismen en upplyst varelse som nått upplysning utan att få hjälp av en lärare. Pratyekabuddhor förekommer bara under tidsperioder då det inte finns någon buddhistisk lära i världen, och det som skiljer pratyekabuddhor från samyaksambuddhor är att de inte kan lära ut den buddhistiska läran.
Pratyekabuddhor anses vara överlägsna arahanter, men underlägsna samyaksambuddhor. Även mahayana ser pratyekabuddhor som överlägsna arahanter, men samtidigt betraktar mahayana ofta arahanter och pratyekabuddhor som delar av hinayana. Mahayana ser bodhisattvor – varelser som avser att bli samyaksambuddhor – som överlägsna både arahanter och samyaksambuddhor.
Trots att pratyekabuddhor sägs vara oförmögna att kunna lära ut, förekommer en historia om en pratyekabuddha som lär ut i Ekottarika-āgama. Denna historia betättar om en hemmafru som möter en pratyekabuddha som ber om mat. Hemmafrun blir förälskad i pratyekabuddhan, och berättar för pratyekabuddhan att hon i synnerhet gillar hans ögon. Som svar på detta gröper pratyekabuddhan ut ett av sina ögon och levererar en kort lära till hemmafrun, som leder till att hemmafrun i sitt nästa liv återföds i ett himmelrike. Enligt Analayo är detta förenligt med läran om pratyekabuddhors oförmåga att lära ut, eftersom pratyekabuddhans korta lärdom inte kunde leda hemmafrun till någon nivå av upplysning.